# 100 złotych 1985 Przemysław II
100 złotych 1985 Przemysław II – okolicznościowa moneta stuzłotowa, wprowadzona do obiegu 10 maja 1985 r. zarządzeniem z 29 marca 1985 r. (M.P. z 1985 r. nr 9, poz. 81), wycofana z dniem denominacji z 1 stycznia 1995 r., rozporządzeniem prezesa Narodowego Banku Polskiego z dnia 18 listopada 1994 (M.P. z 1994 r. nr 61, poz. 541).
Moneta została wybita w ramach serii tematycznej Poczet królów i książąt polskich.

## Awers
W centralnym punkcie umieszczono godło – orła bez korony, po bokach orła rok „1985", dookoła napis „POLSKA RZECZPOSPOLITA LUDOWA”, na dole napis „ZŁ 100 ZŁ”, a pod łapą orła znak mennicy w Warszawie.

## Rewers
Na tej stronie monety znajduje się popiersie Przemysła II, dookoła napis „PRZEMYSŁAW II 1295–1296”, nad ramieniem, z prawej strony monogram projektantki.

## Nakład
Monetę bito w Mennicy Państwowej, w miedzioniklu, na krążku o średnicy 29,5 mm, masie 10,8 grama, z rantem ząbkowanym, w nakładzie 2 924 300 sztuk, według projektu Stanisławy Wątróbskiej-Frindt.

## Opis
Okolicznościowa stuzłotówka z Przemysłem II należy do serii tematycznej monet obiegowych z wizerunkiem okolicznościowym − poczet królów i książąt polskich, składającej się w sumie z 23 monet o różnych nominałach, w tym z:
- 6 monet o nominale 50 złotych (okres PRL),
- 4 monet o nominale 100 złotych (okres PRL),
- 1 monety o nominale 500 złotych (okres PRL),
- 1 monety o nominale 10 000 złotych (okres przeddenominacyjny III RP),
- 2 monet o nominale 20 000 złotych (okres przeddenominacyjny III RP),
- 9 monet o nominale 2 złote (okres podenominacyjny III RP).

Seria ta była emitowana przez Narodowy Bank Polski w latach 1979−2005.

## Powiązane monety
Z identycznym rysunkiem rewersu Narodowy Bank Polski wyemitował w 1985 r. monetę kolekcjonerską, w srebrze Ag750, o nominale 500 złotych, średnicy 32 mm, masie 16,5 grama, z rantem gładkim. Istnieje również moneta kolekcjonerska z roku 2004, w złocie Au900, o nominale 100 złotych, średnicy 21 mm, masie 8 gramów, z rantem gładkim, z Przemysłem II i, inaczej niż na wcześniejszych monetach, umieszczonym poprawnym imieniem króla w legendzie na rewersie, jednak jest ona projektu innego autora.

## Wersje próbne
Istnieje wersja tej monety należąca do serii próbnej w niklu, wybita w nakładzie 500 sztuk, oraz wersja próbna technologiczna w miedzioniklu, w nieznanym nakładzie.